# Voleybol Klubu Bakı
Il Voleybol Klubu Bakı è stato una società pallavolistica femminile azera con sede a Baku.

## Storia della società
Il Voleybol Klubu Bakı nasce nel 2005 come Nagliyatchi Bakı. Nel 2010 il club cambia nome, assumendo la denominazione di Voleybol Klubu Bakı. Nella stagione 2010-11 si classifica al quinto posto in campionato, classificandosi per la Challenge Cup 2011-12, dove giunge fino in finale, uscendo sconfitto solo al Golden set in un tiratissimo derby con la Lokomotiv Bakı Voleybol Klubu. In campionato chiude la stagione al terzo posto.
Nell'estate del 2012, in seguito alla fusione con l'Azəryolservis Voleybol Klubu, causata da problemi economici e che dà vita all'Azəryol Voleybol Klubu, il club cessa di esistere.

## Rosa 2011-2012
L'ultima rosa con la quale il VK Baku ha preso parte al campionato azero.
| N° | Nome               | Ruolo | Data di nascita  | Nazionalità sportiva |
| -- | ------------------ | ----- | ---------------- | -------------------- |
| -  | Angelo Vercesi     | All   | 23 giugno 1967   | Brasile              |
| 1  | Biljana Gligorović | P     | 31 gennaio 1982  | Croazia              |
| 3  | Augusta Barboza    | S     | 25 febbraio 1981 | Brasile              |
| 4  | Alessandra Fratoni | S     | 30 dicembre 1981 | Brasile              |
| 6  | Regan Hood         | S     | 10 agosto 1983   | Stati Uniti          |
| 7  | Quinta Steenbergen | C     | 2 aprile 1985    | Paesi Bassi          |
| 8  | Natavan Gasimova   | P     | 8 luglio 1985    | Azerbaigian          |
| 9  | Katie Carter       | S/O   | 10 ottobre 1985  | Stati Uniti          |
| 10 | Janneke van Tienen | L     | 29 maggio 1979   | Paesi Bassi          |
| 13 | Raffaella Calloni  | C     | 4 maggio 1983    | Italia               |
| 15 | Ingrid Visser      | C     | 4 giugno 1977    | Paesi Bassi          |
| 16 | Lala Baghiyeva     | L     | 13 gennaio 1986  | Azerbaigian          |
| 17 | Renata Colombo     | S/O   | 25 febbraio 1981 | Brasile              |

## Denominazioni precedenti
- 2005-2010: Nagliyatchi Bakı